# Обріґгаймська АЕС
Обріґгаймська атомна електростанція (нім. Kernkraftwerk Obrigheim) — закрита атомна електростанція в Німеччині, потужністю 357 МВт. Розташована в комуні Обріґгайм на річці Некар, в районі Некар-Оденвальд землі Баден-Вюртемберг. Сповільнювачем в реакторі слугує легка вода.

## Галерея

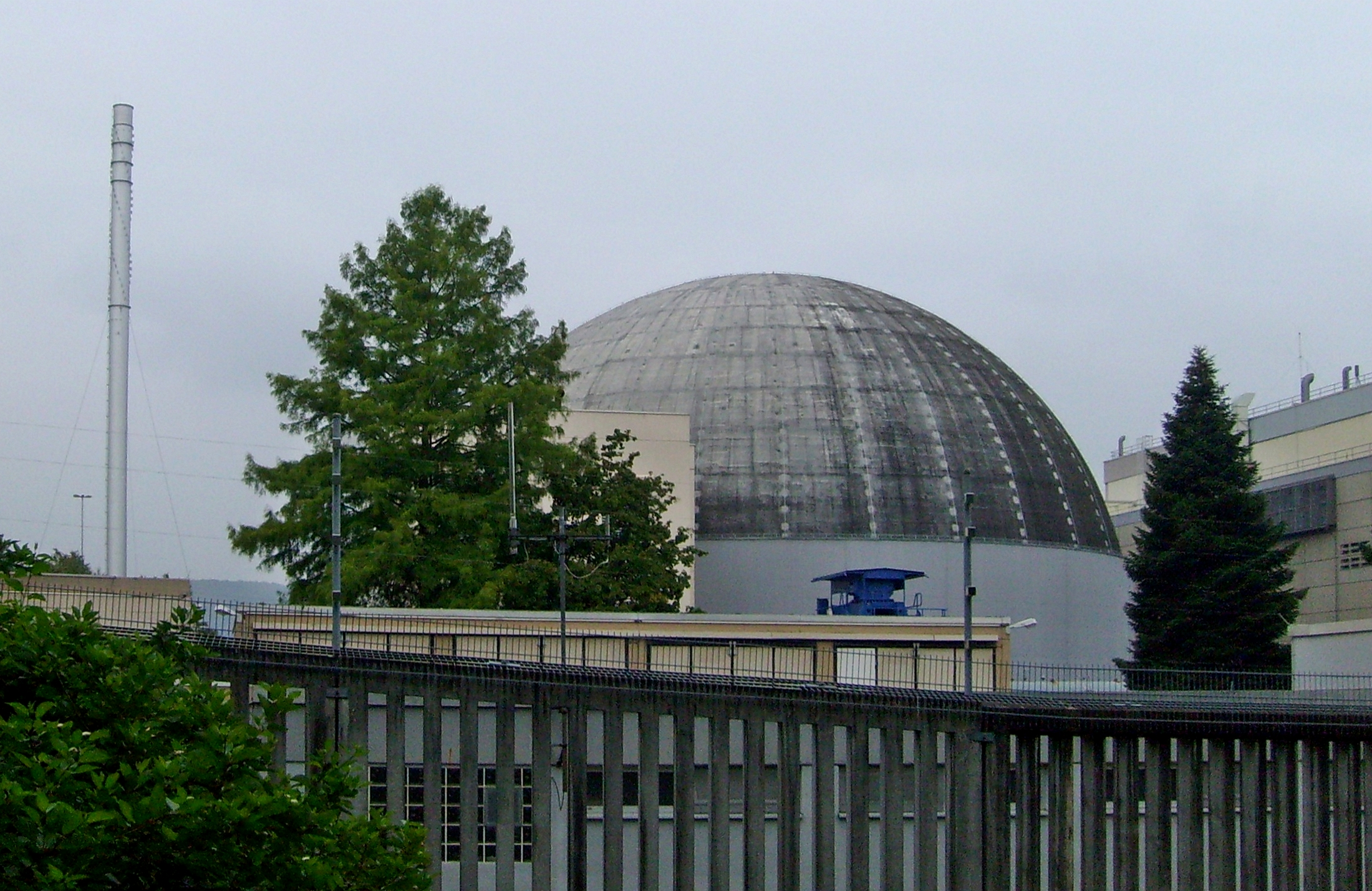
Будівля реактору
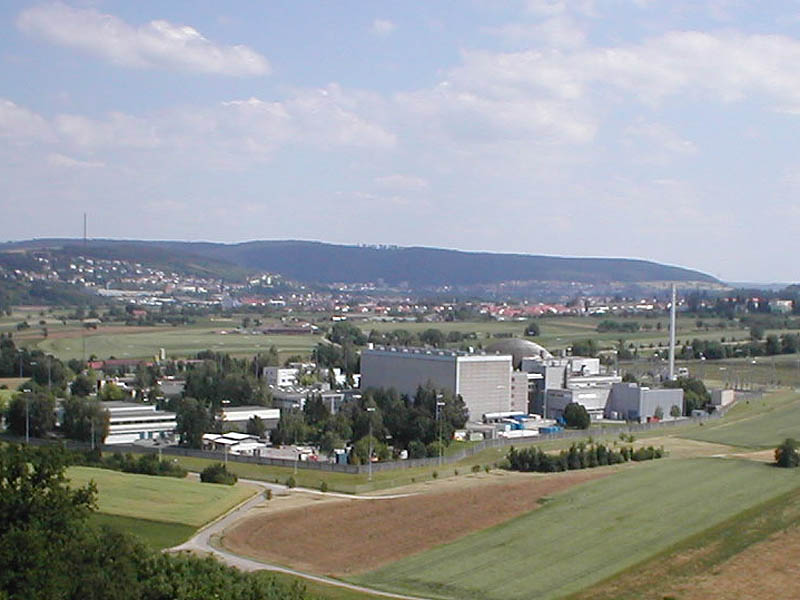
Вигляд на АЕС
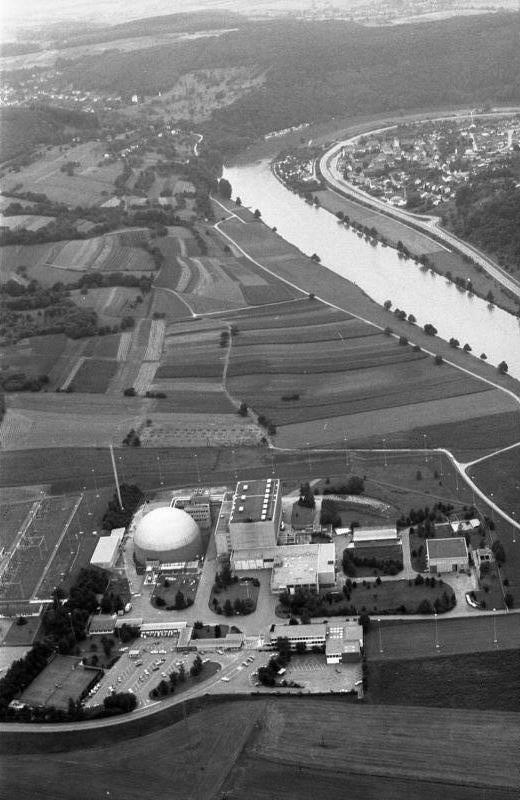
Аерофотознімок АЕС в 1979 році
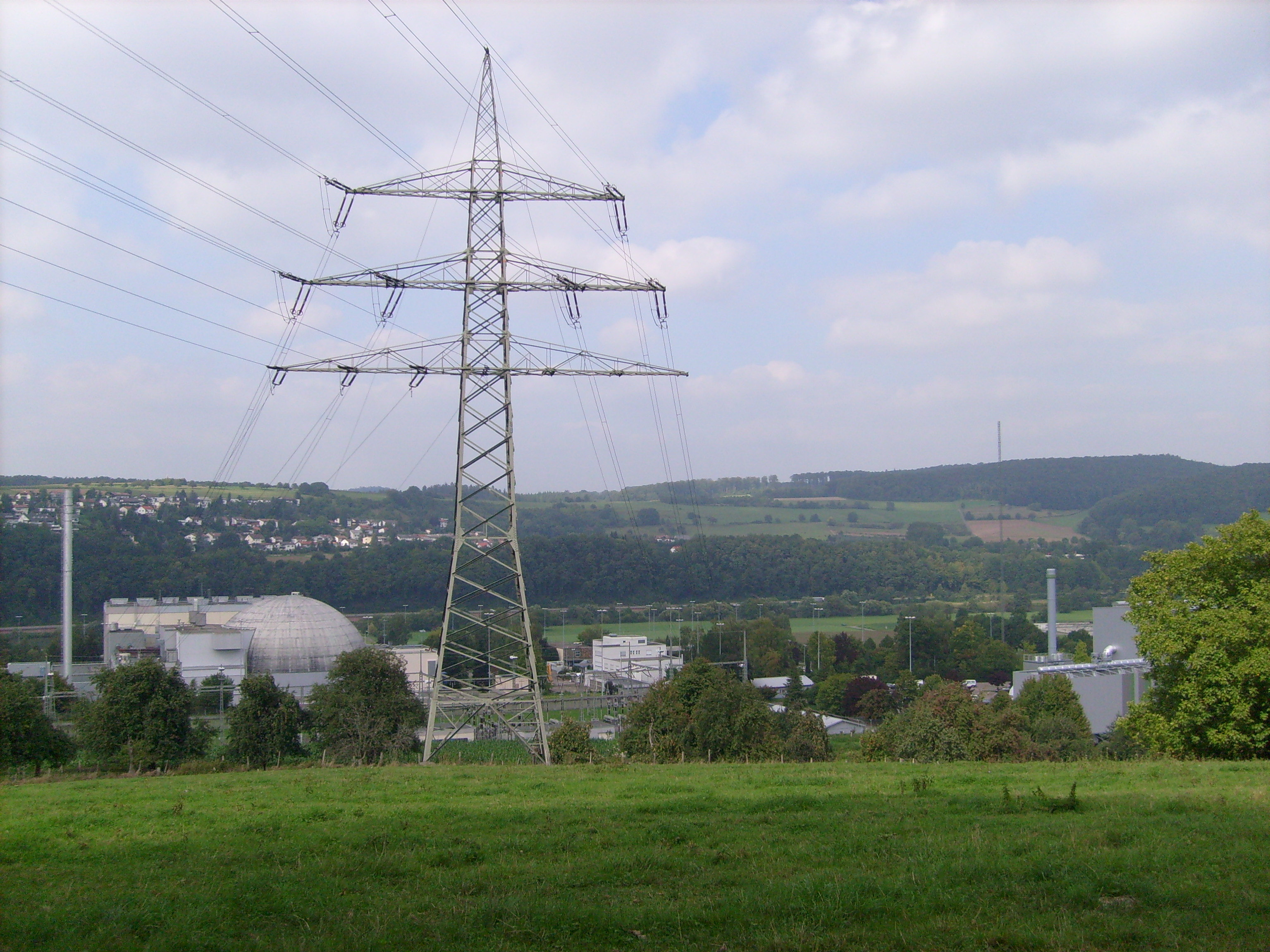
Обріґгаймська АЕС (ліворуч) та електростанція (праворуч), що працює на переробці біомаси та побудована на заміну закритої атомної електростанції

## Дані енергоблоку
АЕС мала один енергоблок:
| Енергоблок      | Тип реактору                       | Нетто- потужність | Брутто- потужність | Початок будівництва | Синхронізація з електромережею | Комерційна експлуатація | Закриття   |
| --------------- | ---------------------------------- | ----------------- | ------------------ | ------------------- | ------------------------------ | ----------------------- | ---------- |
| Obrigheim (KWO) | Водо-водяний ядерний реактор (PWR) | 340 МВт           | 357 МВт            | 15.03.1965          | 29.10.1968                     | 31.03.1969              | 11.05.2005 |